# Corte de Justiça Centro-Americana
A Corte de Justiça Centro-Americana (em castelhano:  Corte de Justicia Centroamericana) foi o primeiro tribunal permanente de direito internacional da história e o primeiro tribunal internacional de direitos humanos. Também era conhecido como Corte de Cartago (porque inicialmente tinha sede na cidade de Cartago, Costa Rica).

## Origem
Foi criado no âmbito do chamado primeiro sistema de Washington através de uma convenção assinada em 20 de dezembro de 1907 em Washington, Estados Unidos, pela Costa Rica, El Salvador, Guatemala, Honduras e Nicarágua. Esta convenção foi aprovada por todos os países signatários com validade de dez anos, a partir da data da última ratificação, que foi a da Guatemala, em 12 de março de 1908.

## Casos conhecidos pelo Tribunal
A Corte foi inaugurada em Cartago em 23 de maio de 1908 e durante sua existência julgou os seguintes casos (entre parênteses o ano da resolução final):
- Honduras contra El Salvador e Guatemala (1908)
- Onofre Silva Castillo contra El Salvador (1908)
- Pedro Andrés Fornos Díaz contra a Guatemala (1909)
- Laureano Irías contra José Santos Zelaya López (1909)
- Salvador Cerda contra a Costa Rica (1910)
- Felipe Molina Larios contra Honduras (1913)
- Alejandro Bermúdez Núñez contra a Costa Rica (1914)
- Daniel Escalante e outros contra a Costa Rica (1914)
- Costa Rica contra Nicarágua (1916)
- El Salvador contra a Nicarágua (1917)

## Transferência de sede
A cidade de Cartago, sede da Corte, foi destruída por um terremoto em 4 de maio de 1910, e o novo edifício do tribunal superior, cuja construção estava prestes a ser concluída e que o filantropo Andrew Carnegie tinha financiado com uma doação de cem mil dólares, também foi destruído pelo sismo. Por meio de uma convenção assinada na Guatemala em 1911, os cinco países concordaram que a sede da Corte fosse transferida de Cartago para San José (Costa Rica), onde estava deliberando provisoriamente desde o terremoto e até que um novo prédio fosse construído com outros cem mil dólares que Andrew Carnegie doou. No entanto, continuou a ser mencionado sob o nome de Corte de Cartago.

## Encerramento da Corte
Em abril de 1917, como resultado de duas decisões contra si, a Nicarágua denunciou a convenção de Washington e retirou o seu magistrado do Tribunal de Cartago, apesar do qual este continuou a funcionar. No entanto, como a convenção estava prestes a expirar, o governo da Costa Rica propôs a realização de uma conferência em San José para prolongar a sua vigência. A ideia foi apoiada por El Salvador, Guatemala e Honduras, mas o governo da Nicarágua propôs que o Panamá fosse convidado e que a reunião fosse realizada no Panamá ou nos Estados Unidos. A Guatemala então ofereceu sua capital como sede e que ali fosse realizada a reunião em 10 de fevereiro de 1918, porém os violentos terremotos destruíram a Cidade da Guatemala em dezembro de 1917 e janeiro de 1918 forçaram seu cancelamento. Em 19 de janeiro de 1918, a Nicarágua ofereceu aos governos de El Salvador, Guatemala e Honduras que o encontro acontecesse em sua capital, mas a chancelaria costarriquenha anunciou que, devido à falta de convite direto das autoridades nicaraguenses, a Costa Rica iria abster-se de comparecer. A reunião não foi realizada e, em 12 de março de 1918, expirou a convenção constitutiva e a Corte de Cartago foi legalmente extinta.

## Tribunais centro-americanos posteriores
Na década de 1920, houve algumas propostas para restabelecer a Corte. Em 1923, no âmbito do segundo sistema de Washington, os cinco países assinaram uma convenção em Washington para a criação de um Tribunal Internacional Centro-Americano, mas este não foi concebido como um tribunal permanente, mas sim ad hoc e as suas competências  eram muito mais limitadas do que as da Corte de Cartago.
No Protocolo à Carta da Organização dos Estados Centro-Americanos, conhecido como Protocolo de Tegucigalpa, por meio do qual foi estabelecido o Sistema da Integração Centro-Americana, é criado a Corte Centro-Americana de Justiça como órgão jurisdicional permanente, encarregado de tutelar o direito comunitário e de integração, em conformidade com a regulamentação vigente. Atualmente Guatemala, Honduras, El Salvador e Nicarágua são Estados partes do Acordo Estatutário da Corte Centro-Americana de Justiça. Belize, Costa Rica e Panamá assinaram o Acordo Estatutário, mas ainda não o ratificaram.